# Stanley Johnson
Stanley Johnson (nascut el 29 de maig de 1996) és un jugador de bàsquet nord-americà que actualment pertany a la plantilla dels Detroit Pistons de l'NBA. Qualificat com un dels millors jugadors d'institut de 2014 segons Rivals.com, Scout.com i ESPN. Va ser quatre vegades campió estatal de la Califòrnia Interscholastic Federation. En 2014 al finalitzar la seua carrera en l'institut Johnson va jugar el McDonald's All-American Game, el Jordan Brand Classic i el Nike Hoop Summit d'eixe any. També va ser triat en el primer quintet de l'"All-USA" de 2014 per USA Today.
Johnson va començar a viure a Fullerton, Califòrnia. Allí va assistir a l'institut "Mater Dei High School" en 2010 i es va graduar el 31 de maig de 2014, on va jugar en l'equip de bàsquet durant quatre anys i va guanyar quatre campionats de bàsquet de la Divisió I de la Califòrnia Interscholastic Federation en les seues quatre temporades. Johnson va jugar i va defensar les cinc posicions en l'institut.